# Chevrolet T2X
Chevrolet T2X é um automóvel conceitual desenvolvido pela GMDAT e apresentado ao público no Salão de Seul de 2005. Em virtude das suas portas traseiras com abertura reversa e entre-eixos menor que o do Chevrolet S3X, foi sugerido que o modelo inauguraria a classe de utilitário esportivo coupé. No Salão de Genebra de 2005, a Volkswagen mostrou o Concept A, que tem uma proposta parecida.